# Tragschrauber

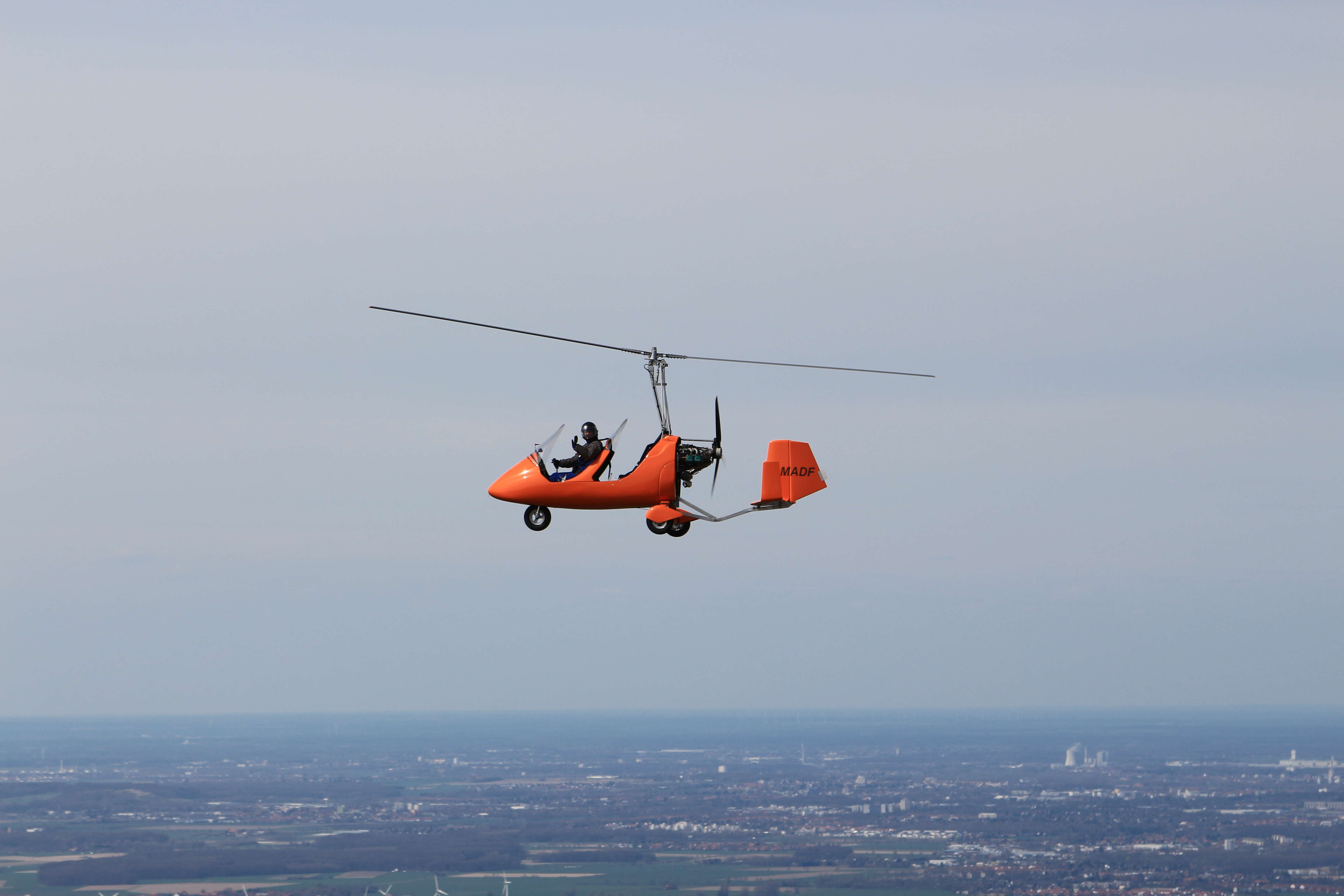
Tragschrauber MTO-Sport

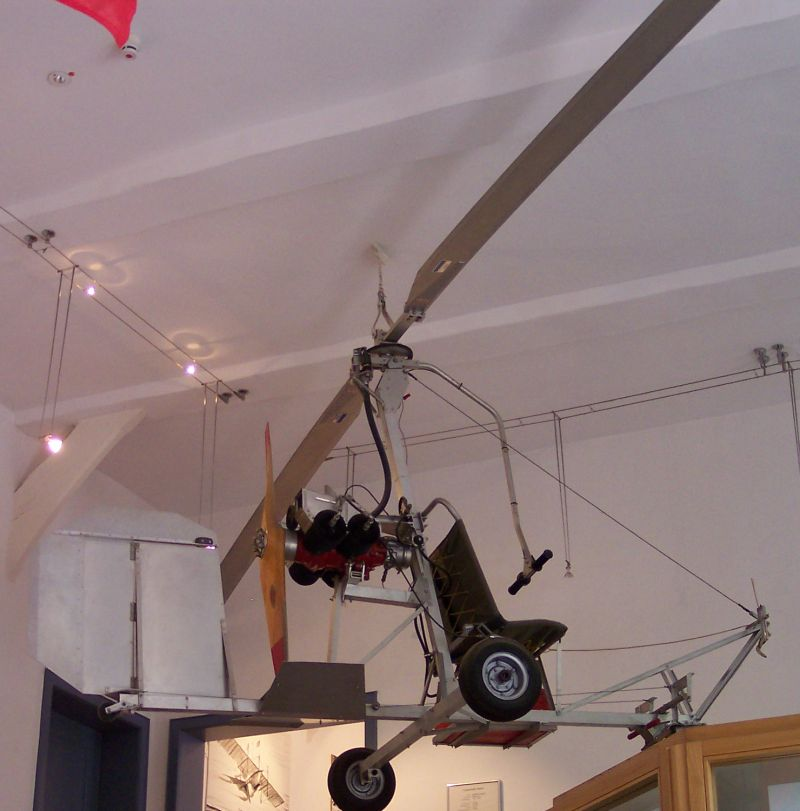
Tragschrauber Bensen B-8

Ein Tragschrauber, auch Autogyro, Gyrokopter oder Gyrocopter genannt, ist ein Drehflügler. Anders als beim Hubschrauber wird hier jedoch der Rotor nicht durch ein Triebwerk angetrieben, sondern bei nach hinten geneigter Rotorachse passiv durch den Fahrtwind in Drehung versetzt (Autorotation), wobei durch das Tragflächenprofil der Rotorblätter schon bei langsamem Vorwärtsflug der nötige Auftrieb entsteht. Der Vortrieb erfolgt, wie beim Starrflügelflugzeug, meist durch ein Propellertriebwerk. Im Gegensatz zum Hubschrauber ist weder Schwebeflug noch Steuerung auf der Stelle stehend möglich. Zur Steuerung und Stabilisierung muss – ähnlich wie beim Flächenflugzeug – das Heckleitwerk durch Vorwärtsfahrt angeströmt werden.
Tragschrauber sind interessant für Anwendungen, bei denen geringe Geschwindigkeiten erwünscht, aber Senkrechtstart und -landung nicht notwendig sind. Vorteile sind dabei die Überziehsicherheit (d. h., ein Strömungsabriss ist nicht möglich), relativ geringe Bau-, Wartungs- und Betriebsmittelkosten, das geringe Gewicht und der geringe Platzbedarf sowie die einfache Erlernbarkeit der Bedienung.
Als Erfinder des Tragschraubers gilt der Spanier Juan de la Cierva, der seinen Autogiro als geschützten Markennamen im Jahr 1923 bekannt machte.

## Technik

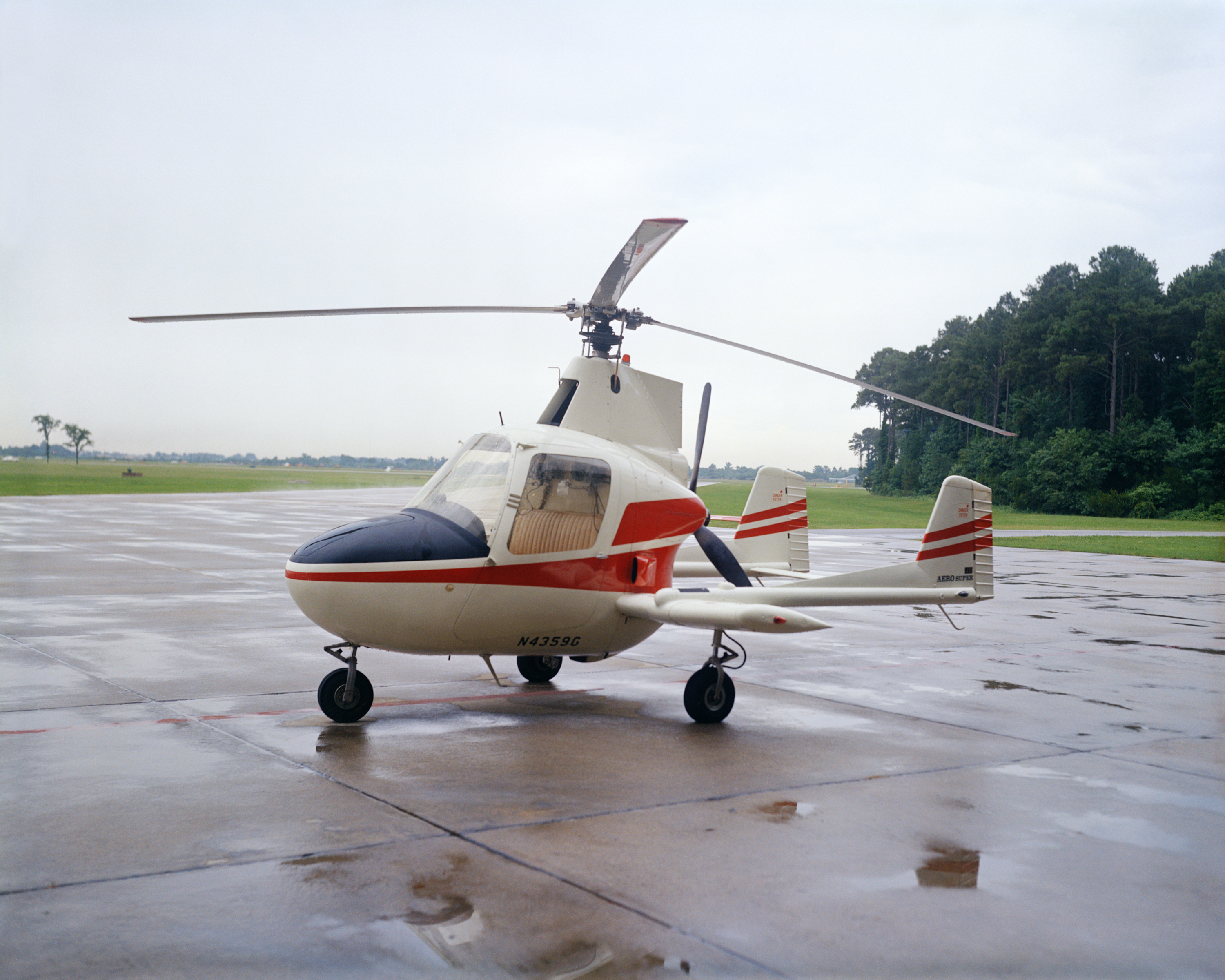
McCulloch J-2, mit kleinen Zusatz-Tragflächen

Die Autorotation kommt dadurch zustande, dass das Rotorblatt im inneren Bereich der Rotorebene einen so hohen Anstellwinkel hat, dass eine das Blatt beschleunigende Kraft resultiert. Im äußeren Durchmesser hingegen bremst die Resultierende das Blatt. Diese Kräfte sind im stationären Flug im Gleichgewicht. Erhöht man den Anstellwinkel der Rotorebene, verschiebt sich die Grenze zwischen beschleunigendem und abbremsendem Bereich nach außen. Es entsteht ein Ungleichgewicht zugunsten der Beschleunigung, ergo: der Rotor erhöht seine Drehzahl. So wird verständlich, wie der Tragschrauber automatisch stets die nötige Rotordrehzahl hält, um die Maschine zu tragen.
Der Rotor ist an einem Mast befestigt. Ein Schlaggelenk, das eine Bewegung der Rotorblätter nach oben oder unten zulässt, ist zentrales Merkmal eines Tragschraubers. Eine Taumelscheibe wird nicht benötigt; zur Steuerung wird der komplette Rotor geschwenkt. Zusätzlich wird ein herkömmliches Seitenruder zur Steuerung benötigt. Einige Modelle haben zusätzliche Tragflächen. Der Vortrieb erfolgt meist durch Propeller mit Kolbentriebwerk (Hubkolbenmotor oder Wankelmotor).
Tragschrauber benötigen nur eine sehr kurze Startrollstrecke von wenigen bis etwa hundert Metern und gehören damit zur Gruppe der ESTOL-Flugzeuge. Noch kürzer ist die Landerollstrecke zwischen null und einigen zehn Metern. Zur Verkürzung der Startstrecke kann der Rotor vor dem Start durch einen weiteren Motor oder eine Getriebeeinheit auf Startdrehzahl beschleunigt werden. Aufgrund der geringen Fluggeschwindigkeit wird meist ein festes Fahrwerk verwendet. Eine geschlossene Kabine ist nur für professionellen Einsatz üblich; kleine Leichtbau-Tragschrauber für Schönwetter-Anwendung verzichten darauf.

## Flugschrauber
Eine Sonderform ist der Flugschrauber (engl. compound autogyro), bei dem nur bei Start und Landung der Rotor angetrieben wird, etwa mit Blattspitzenantrieb. Beim Vorwärtsflug erzeugt er dann freidrehend den Auftrieb, gegebenenfalls zusammen mit Tragflächen, mit Vortrieb durch normale Propeller-Triebwerke, so beim Fairey Rotodyne.

### Sicherheit und Stabilität
Da der Rotor nur durch den Luftstrom angetrieben wird, ist er mechanisch gering belastet und es ist kein kompliziertes Getriebe notwendig. Der Antriebsausfall ist ebenfalls unkritisch. Tragschrauber haben keine Mindestgeschwindigkeit und können somit nicht in einen überzogenen Flugzustand geraten. Das war auch die Motivation des Erfinders Juan de la Cierva. Der richtige Umgang mit diesen Fluggeräten muss trotzdem gut geschult werden, denn negative Anstellwinkel sind nicht zulässig, da sie – ähnlich wie zu große Anstellwinkel bei anderen Fluggeräten – zu einem kritischen Flugzustand führen können. Negative Anstellwinkel werden durch starkes Drücken am Steuerknüppel erreicht, was zu einer Anströmung des Rotors von oben führen würde; gleichzeitig hohe Vortriebsleistung verstärkt den Effekt.

## Tragschrauber im Vergleich zu Hubschrauber und Flugzeug

### Vorteile
- Die Bauart eines Tragschraubers ist viel simpler als die des Hubschraubers. Auch dieser besitzt nur einen Motor, jedoch muss neben dem Hauptrotor auch der Heckrotor mit einer relativ aufwändigen Übertragung angetrieben werden. Die zyklische und kollektive Blattsteuerung des Hubschraubers ist ebenfalls weitaus aufwändiger als die bei kleinen Gyrocoptern übliche Kopfkippsteuerung. Bei größeren Tragschraubern nimmt die Komplexität der Rotoranlage zu, erreicht aber meist nicht den Komplexitätsgrad von Hubschraubern.
- Anders als beim Hubschrauber ist der Ausfall des Antriebs relativ ungefährlich. Der Hubschrauber geht bei Motorausfall zur Autorotation über, wobei eine Notlandung mit Autorotation als sehr schwieriges Manöver gilt. Der Tragschrauber dagegen befindet sich ständig in Autorotation, dadurch entfällt die beim Hubschrauber entstehende Umschaltzeit, in der der Hubschrauberrotor an Drehzahl verliert.
- Der Tragschrauber kennt im Gegensatz zu einem Flächenflugzeug keinen Strömungsabriss wegen zu geringer Fahrt, da die Drehzahl des Rotors wichtiger ist als die Vorwärtsfahrt. Im Vergleich mit Flächenflugzeugen kann der Gyrocopter eine kürzere Startstrecke und eine bei weitem kürzere Landerollstrecke von nur zehn Metern haben. Die geringe Fahrt beim Landen macht auch die Notlandung weniger gefährlich als bei Flächenflugzeugen, da sich die Landerollstrecke extrem verkürzt. Auch sind steilere Anflüge möglich.
- Der Tragschrauber ist einfacher zu beherrschen als ein Hubschrauber und kaum schwieriger zu fliegen als ein Flächenflugzeug.
- Der Tragschrauber ist, anders als Hubschrauber und Flächenflugzeug, unempfindlicher gegen Turbulenzen und fliegt daher ruhiger als Flächenflugzeuge, insbesondere Ultraleichtflugzeuge.
- Wartung und Betrieb eines Hubschraubers sind wegen der komplizierteren Mechanik doppelt bis dreimal so teuer wie die Unterhaltung eines Tragschraubers.
- Der Platzbedarf im Hangar ist geringer als bei Flächenflugzeugen.
- Der ökologische Fußabdruck ist minder schädlich.

### Nachteile
- Im Gegensatz zum Hubschrauber kann ein reiner Tragschrauber nicht schweben und in der Regel nicht senkrecht starten und landen.
- Der Leistungsbedarf ist im Vergleich zu Flächenflugzeugen bei gleicher Masse höher.[1][4] Tragschrauber sind in diesem Punkt eher vergleichbar mit Hubschraubern, besitzen aber aufgrund ihrer einfacheren Technik eine geringere Startmasse.

- Nicht alle Manöver von Hubschraubern oder Flugzeugen können bedenkenlos übernommen werden. So stellt es z. B. eine Gefahr dar, in Flugrichtung den Tragschrauber abrupt zu kippen, denn dabei kann es geschehen, dass der Rotor statt von unten von oben angeströmt wird, wodurch der Auftrieb zusammenbricht. Hubschrauber können dies durch ihre komplexere Rotorblattverstellung ausgleichen.[5][6]

## Entwicklungsgeschichte

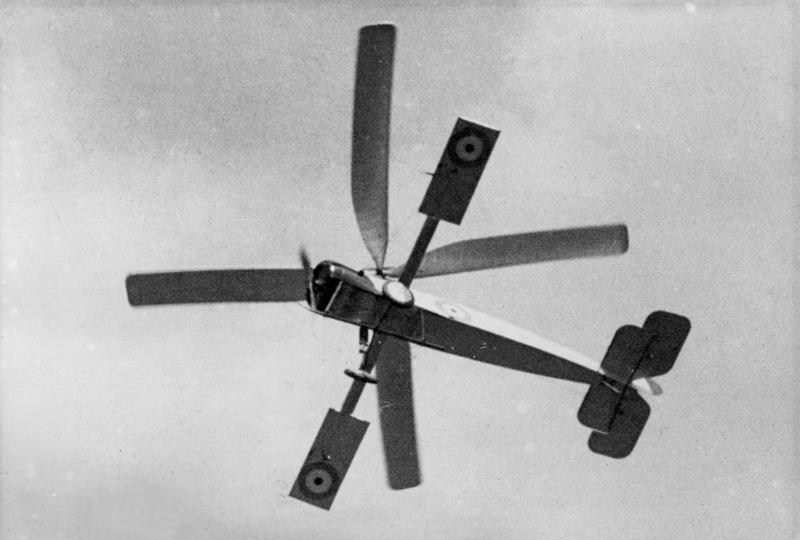
Cierva Autogiro-Tragschrauber
(1930 Vorführung in Croydon, England)

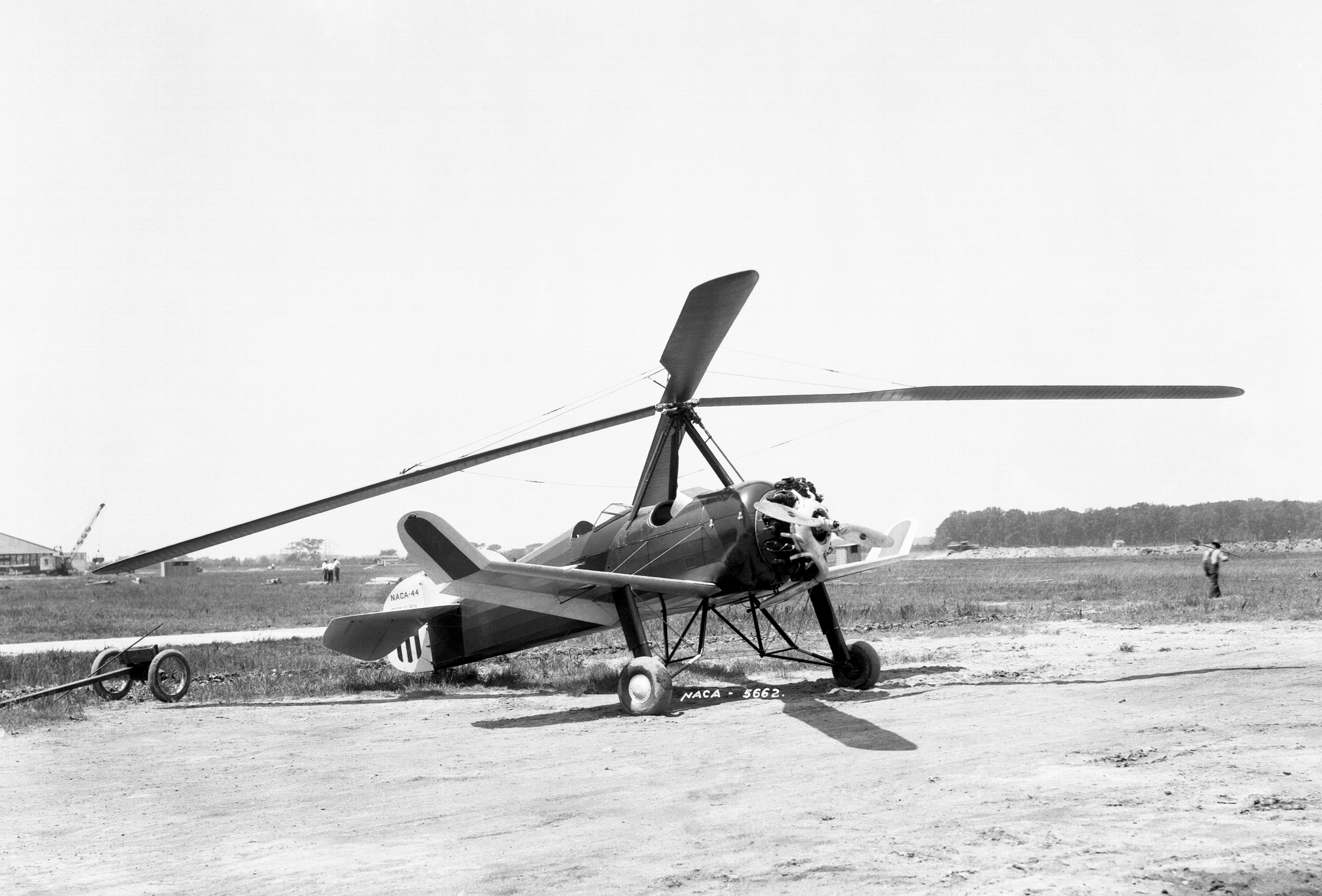
Pitcairn Autogiro

### Die Anfänge
Das Grundprinzip des Tragschraubers wurde zuerst von dem Mallorquiner Pere Sastre Obrador verwendet, seine Flugversuche scheiterten jedoch.
Den ersten funktionierenden Tragschrauber entwickelte der Spanier Juan de la Cierva, der sein Fluggerät Autogiro nannte. Nachdem ein von ihm entwickelter Bomber abgestürzt war, weil er in einen überzogenen Flugzustand geraten war, entwickelte er ein Fluggerät, bei dem dieser Zustand nicht auftreten kann. 1920 begann er mit „rotierenden Flügeln“, wie er sie nannte, zu experimentieren. Das Resultat war der erste erfolgreiche Flug eines Autogiro, des C4, am 9. Januar 1923 in Getafe, Spanien. Es folgten 1925 der C.6 und 1928 der C.8, wobei dem Entwickler wesentliche Lösungen zur Stabilisierung des Rotors eines Drehflüglers gelangen, die später auch bei Hubschraubern genutzt wurden, so z. B. die Schlaggelenke.

### Autogiro-Boom
Da die neue Technologie interessante Anwendungen versprach, kam es bis Ende der 1920er Jahre zu einem „Autogiro-Boom“. Harold Pitcairn und sein Kollege Walter Kellett gründeten nach Lizenzierung durch de la Cierva in den USA eine Firma zur Herstellung von Tragschraubern. Sie belieferten das US Post Office mit ihren Produkten. Mit der Rezession brach dieses Geschäft jedoch ein.
In dieser Zeit wurden Tragschrauber auch in Großbritannien (besonders Cierva in enger Kooperation mit Avro), Deutschland (insbesondere Focke-Wulf), der Sowjetunion (ZAGI) und Frankreich (SNCASO) entwickelt.
In Deutschland entwickelte Oberingenieur Engelbert Zaschka 1927 einen kombinierten Trag- und Hubschrauber. Bei der Entwicklung von Zaschka wurden im Unterschied zu den bis damals bekannten Trag- und Hubschraubern die Rotoren des Zaschka-Rotationsflugzeugs mit einer durch zwei Kreisel wirksamen Schwungmasse zwangsläufig rotierend verbunden. Durch diese Anordnung konnte mit abgestelltem Motor ein gefahrloser senkrechter Gleitflug ausgeführt werden.
Nach Juan de la Ciervas Tod 1936 konnten andere auf seinen Erfolgen aufbauen und die Entwicklung des Hubschraubers vorantreiben. In Frankreich wurde der Gyroplane-Laboratoire von Louis Bréguet und René Dorand weiterentwickelt, so dass man 1937 bei Probeflügen, die von dem Ingenieur und Piloten Claysse überwacht wurden, neue Weltrekorde aufstellen konnte.

### Zweiter Weltkrieg

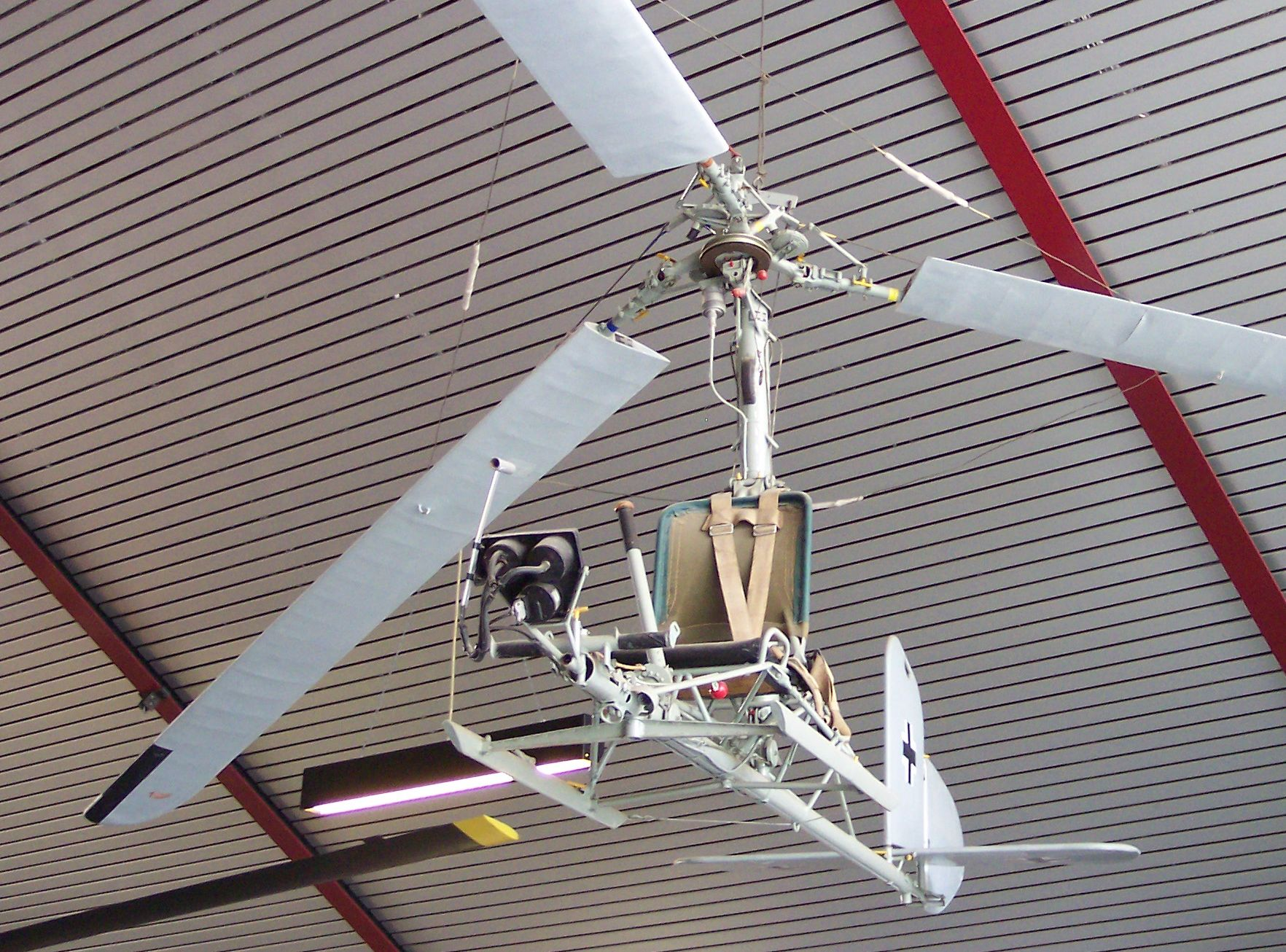
Focke-Achgelis Fa 330

Im Zweiten Weltkrieg führten einige deutsche U-Boote den unmotorisierten Schlepp-Tragschrauber Focke-Achgelis Fa 330 „Bachstelze“ mit. Er war mit einer Person bemannt, die als Ausguck diente, und wurde an einer Leine hinter dem aufgetaucht fahrenden U-Boot geschleppt.
In Großbritannien erfolgte die Kalibrierung der Luftraumüberwachung mit Hilfe von Tragschraubern. Dazu wurden Tragschrauber des britischen Musters Cierva C.30 „Rota“ in einer Flugstaffel eingesetzt. In Japan wurden Tragschrauber Ka-1 zur Artilleriebeobachtung eingesetzt. Geplant wurde außerdem, von umgebauten Frachtern aus operierende Tragschrauber zur Abwehr von U-Booten einzusetzen. In der Sowjetunion wurden fünf in einer Staffel zusammengefasste Tragschrauber ZAGI A-7 am Anfang des Kriegs zu Aufklärungsflügen und zum Abwurf von Flugblättern genutzt.
Insgesamt spielten Tragschrauber keine wesentliche militärische Rolle. Die Militärs wandten sich dem Hubschrauber zu, der neue taktische Möglichkeiten und ein breiteres Einsatzspektrum versprach.

## Einsatzgebiete

### Freizeitbereich

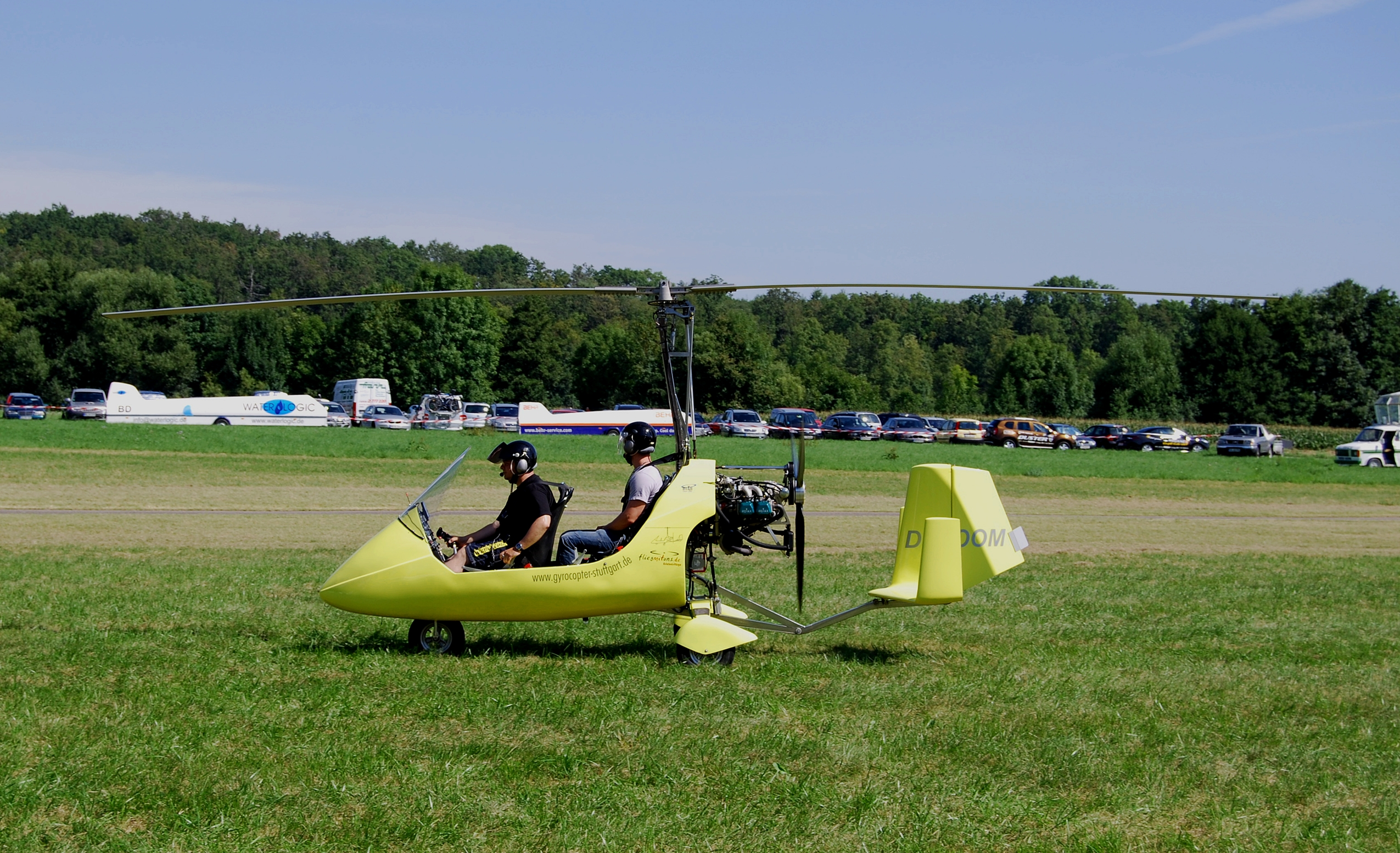
Gyrocopter zum Rundflug in Löchgau

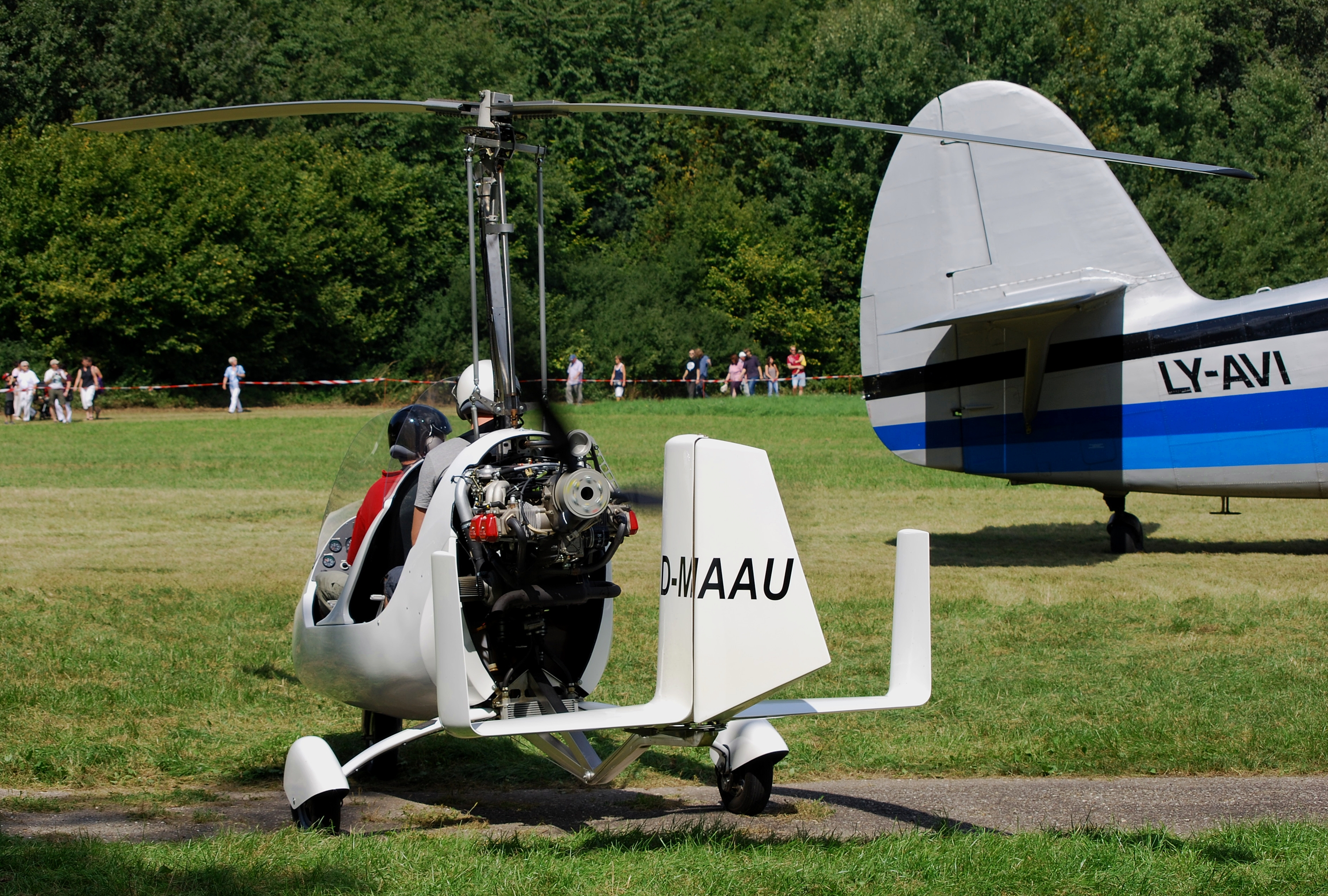
Rollender Gyrocopter

Tragschrauber werden häufig zu Freizeitzwecken geflogen, wo sie wegen des niedrigen Anschaffungspreises und der geringen Betriebsmittelkosten beliebt sind. Im Oktober 2003 wurde in Deutschland erstmals einem Tragschrauber die Musterzulassung als Ultraleichtflugzeug erteilt. So zugelassene Tragschrauber dürfen dort mit der Sportpilotenlizenz geflogen werden. Besitzer einer solchen Lizenz für herkömmliche Ultraleichtflugzeuge müssen dazu eine Zusatzprüfung ablegen, es ist jedoch auch möglich, die Ausbildung ausschließlich auf Tragschraubern zu absolvieren.
Von 2009 bis 2010 wurde erstmals eine Weltreise per Tragschrauber unternommen. Das Ehepaar Melanie und Andreas Stütz flog in 18 Monaten in verschiedenen Tragschraubertypen durch Europa, das südliche Afrika, Australien, Neuseeland, USA und Südamerika. Das Abenteuer wurde im Buch Weltflug – Zwei Überflieger auf fünf Kontinenten und im Film Weltflug.tv – Die Weltreise mit Tragschrauber dokumentiert.
Im Flugsport werden für Tragschrauber ihre eigene Rekorde dokumentiert; die Internationale Aeronautische Vereinigung (FAI) registriert sie in Kategorie E3a. So wurde der Atlantik am 11. August 2015 von USA (Maine) nach Larne (UK) überquert  und es gab schon auch einige Weltumrundungen.

### Professionelle Bereiche
Tragschrauber sind grundsätzlich für bestimmte polizeiliche Aufgaben (z. B. Luftraumüberwachung) oder zur Unterstützung im Rahmen von Katastrophenhilfe geeignet. In Deutschland fanden Tests statt. Im Irak werden Tragschrauber für polizeiliche Zwecke eingesetzt.

#### Deutschland
1985 beschaffte das Bundesamt für Wehrtechnik und Beschaffung in Koblenz zwei Exemplare des Vinten V-122/R-R Venom Mk II. Der zweisitzige Tragschrauber basierte auf dem Typ Wallis WA-122 und sollte als Gerät zur Erprobung von Technologiekonzepten zur Luftaufklärung dienen. Die Tragschrauber kamen später in Museen. Ein Exemplar befindet sich in der Wehrtechnischen Studiensammlung Koblenz.
Von Juli bis Dezember 2007 testete die Polizei Brandenburg einen angemieteten Tragschrauber vom Typ HTC MT-03 auf dem Flugplatz Saarmund auf seine Tauglichkeit für Polizeieinsätze. Vier flugerfahrene Beamte der Landespolizei waren mit dem Praxistest befasst. Zu den Testabschnitten in unterschiedlichen Flughöhen gehörten u. a.:
- Konstanz von Polizeifunk an Bord,
- Beweiskraft von Luftbildaufnahmen während des Einsatzflugs,
- Umwelt- und Verkehrsüberwachung (in rund 300 Metern Höhe) sowie
- Personensuche und -verfolgung aus der Luft.

Hauptmotiv für den Einsatz von Tragschraubern sind die gegenüber Hubschraubern niedrigen Anschaffungs-, Betriebs- und Wartungskosten. So kostet eine Hubschrauber-Flugstunde durchschnittlich 1.000 Euro, eine Tragschrauber-Flugstunde dagegen nur 120 Euro.
Ein weiterer Vorteil ist, dass der Boden zu beiden Seiten leicht beobachtet werden kann. Die Spitzengeschwindigkeit im polizeibezogenen Einsatz liegt bei 160 km/h, die Mindestgeschwindigkeit bei 30 km/h.
Als Hauptproblem bei dem getesteten Tragschrauber erwies sich jedoch die geringe Nutzlast von maximal 210 kg. Weiterhin besteht eine rechtliche Hürde in der Luftfahrtbestimmung, wonach bewohntes Gebiet mit Ultraleichtflugzeugen und Tragschraubern grundsätzlich nicht im Tiefflug überflogen werden darf. Das Innenministerium Brandenburg plante daher eine Ausnahmeregelung für Polizeiflüge. In einem umfassenden Abschlussbericht zur mit Erfolg abgeschlossenen Phase II des Projekts wurde ein Rechtsgutachten zum „Einsatz von Tragschraubern bei Behörden mit Sicherheitsaufgaben (Polizei)“ erstellt. Im Ergebnis wurden keine rechtlichen Schranken für den Einsatz erkannt. Das Projekt wurde bis zur Entscheidung des Innenministers mit Erfolg in einer dritten Phase fortgeführt.
Im Februar 2010 ließ der neue Innenminister von Brandenburg, Rainer Speer (SPD), das von seinem CDU-Vorgänger gestartete Projekt einstellen.
2012 testete das DLR (Deutsches Zentrum für Luft- und Raumfahrt) zusammen mit dem THW den Einsatz von Tragschraubern für die Bekämpfung von Katastrophen (vor allem als Erkundungshilfsmittel).
Die Hochschule Koblenz forscht an luftgestützter Sensorik mit Hilfe eines Tragschraubers.

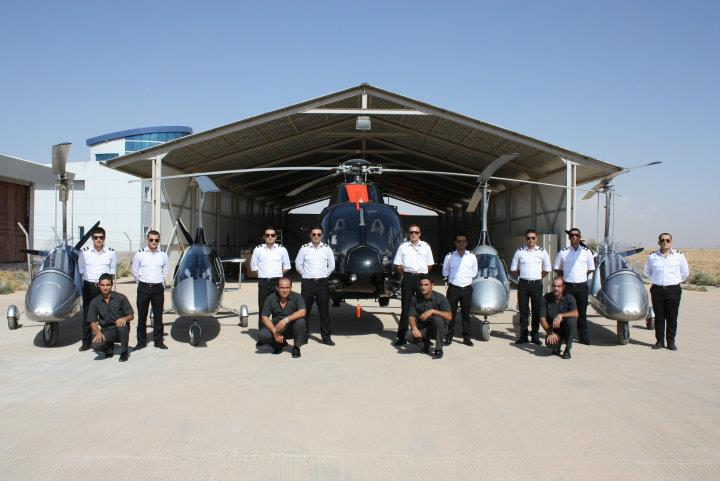
Tragschrauber und Helikopter der kurdischen Polizei

Im Mai 2019 wurde der für kommerzielle Zwecke entwickelte Tragschrauber Tensor 600X vorgestellt. Der Erstflug der Maschine wurde im Januar 2020 erfolgreich absolviert. Der Marktstart durch die Fraundorfer Aeronautics AG ist für 2020 geplant.
Im Jahr 2021 kam es in Deutschland vermehrt zu Abstürzen von Tragschraubern, bei mehreren dieser Unglücke starben Pilot und Fluggast. Laut Medienberichten sind die Ursachen unklar.

#### Ausland
Seit 2009 wurden mehrere Projekte in Autonome Region Kurdistan (Irak) realisiert. 2010 wurde der erste Tragschrauber an den kurdischen Innenminister Karim Sinjari übergeben. Ziel der Projekte ist es, Piloten auszubilden, die für das Innenministerium die An- und Abflugwege der Flughäfen in Erbil und Sulaimaniyya zum Schutz vor terroristischen Übergriffen überwachen.
Diese auf den Tragschraubern ausgebildeten Piloten bilden das Rückgrat der gesamten Piloten-Crew der kurdischen Polizei. In einem nächsten Schritt werden sie zu Helikopterpiloten (auf Eurocopter EC 120 B) ausgebildet.
Im März 2025 testeten Legionäre vom Commando 13 der 13. Halbbrigade der Fremdenlegion auf dem Aérodrome de Millau-Larzac den Einsatz mit dem Tragschrauber Magni M16 Tandem.

## Trivia

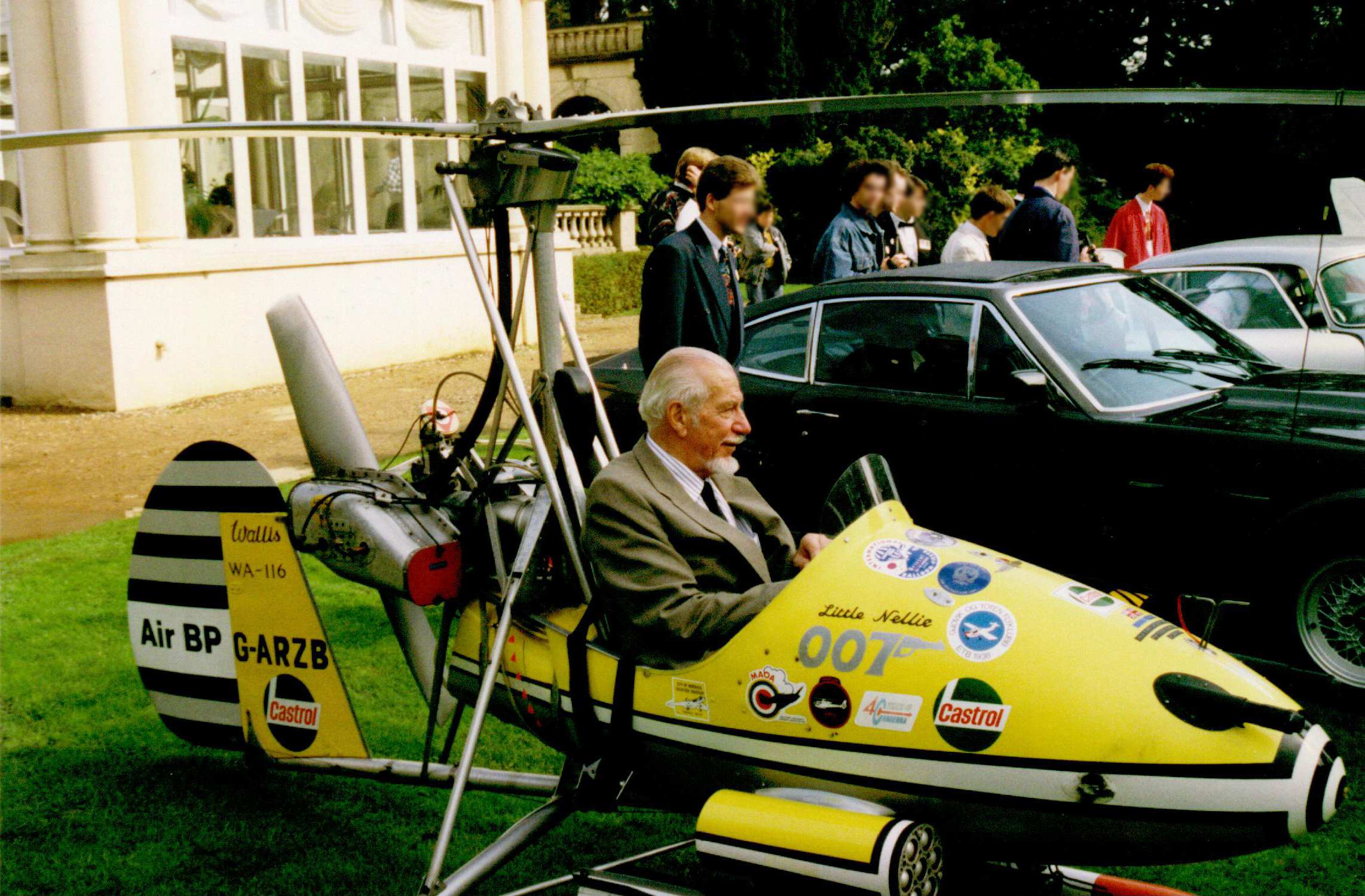
Little Nellie, der zusammenlegbare Tragschrauber aus dem Film James Bond 007 – Man lebt nur zweimal

Schon im Jahre 1934 tauchte ein Autogyro im Film Es geschah in einer Nacht auf, ebenso in Die 39 Stufen von 1935. Besonders bekannt wurde der Tragschrauber durch den James-Bond-Film Man lebt nur zweimal („Little Nellie“) sowie durch Mad Max 2.
In der Fernsehserie Das A-Team fliegt H. M. Murdock am Anfang der letzten Staffel einen Tragschrauber und begründet das mit den Worten: „Das habe ich mal in einem James-Bond-Film gesehen. Seitdem habe ich immer einen Hubschrauber im Koffer dabei.“
Die Wortbildung „Gyrocopter“ ist falsch. Es müsste – aus gyros und pter(on) – „Gyropter“ heißen. Dies könnte darauf zurückzuführen sein, dass ein Hubschrauber fälschlicherweise als „Heli-kopter“ verstanden wird. Er ist jedoch ein „Heliko-pter“.